# Astragalus argentinus
Astragalus argentinus är en ärtväxtart som beskrevs av Manganaro. Astragalus argentinus ingår i släktet vedlar, och familjen ärtväxter. Inga underarter finns listade i Catalogue of Life.